# 第20回宝塚記念
1979年6月3日に阪神競馬場で行われた第20回宝塚記念について詳細を記述する。
- なお、馬齢については当時の表記方法（数え年）とする。

## レース施行時の状況
1977年6頭、1978年7頭と少頭数で行われていたが、20回目を迎えた同年は史上最多の13頭立てとなった。
1番人気はファン投票第1位のサクラショウリ。前年のクラシック戦線で中心的存在となり、東京優駿では道中6、7番手を進み、直線半ばで先頭に立つと、外から追ってきたアグネスホープを半馬身差抑えて勝利した。明け5歳になっても古馬戦線の中心となり、AJCCでグリーングラスに競り勝ち、目黒記念（春）も快勝して連勝。その後の中山記念、第79回天皇賞はカシュウチカラの2着と勝ち切れないレースが続いていた。
2番人気はバンブトンコート。3歳時はラブリトウショウ・インターグシケンと共に「関西3羽ガラス」と云われ、暮れの阪神3歳Sで3歳王者に輝く。クラシックの最有力候補に躍り出たが、3歳王者になった翌日に右前脚の剥離骨折が判明し休養を余儀なくされることになる。4歳時は皐月賞をスキップして挑んだ東京優駿は1番人気に支持されるも4着、5歳になったこの年は天皇賞（春）7着。鞍上は河内洋となった。
3番人気は5歳秋の第76回天皇賞でトウショウボーイとグリーングラスを破ったホクトボーイ。6歳春は京都記念（春）と鳴尾記念で共に62kgを背負ったが、エリモジョージに大差で逃げ切られていた。第19回宝塚記念では3頭の天皇賞馬対決となったが、エリモジョージ・グリーングラスの3着。この年はスワンステークスを61kgで勝ち、宝塚記念は2年連続挑戦となった。
4番人気は紅一点の二冠牝馬インターグロリア。前年暮れの有馬記念からは柳田次男厩舎の主戦騎手の樋口弘に乗り替わり、レースはメジロイーグルとエリモジョージの逃げ争いから2番手をキープ。最後の直線ではカネミノブには交わされるが、1馬身差の2着と大健闘。この年は中京記念3着、マイラーズカップ2着であった。
5番人気はエリモジョージ。5歳時に不良馬場の天皇賞（春）を12番人気で逃げ切ったが、6歳時は低迷に陥る。7歳になった前年は福永洋一が再び騎手に起用され、京都記念（春）を60kgを背負いながら逃げ切ると、鳴尾記念も62kgを背負いながら逃げ切ってしまう。重賞2連勝と快進撃を始めると、宝塚記念も天皇賞馬2頭を従えて逃げ切ってしまった。その後は再び低迷し、8歳になったこの年は前走のスワンステークス7着であった。
6番人気はシービークロス。この年は金杯（東）から始動。後方から最後の直線でメジロファントムを差し切り、15戦目にして重賞初制覇。第79回天皇賞では道中はいつも通り最後方を進んだが、周回2周目の第3コーナーから位置を上げ、最終コーナーでは中位で最後の直線に入った。鞍上の吉永正人は馬群がばらけると見越して追い込みをかけたが、当てが外れて前には壁ができる形となる。やむなく吉永が外に持ち出すとシービークロスは鋭く伸びたが、勝ったカシュウチカラから1馬身半差の3着と敗れた。
7番人気がグリーングラス。4歳時に12番人気で第37回菊花賞を優勝。5歳時はトウショウボーイ・テンポイントと共に「TTG」と呼ばれる三強を形成し、幾度となく死闘を繰り広げた。TTの2頭が去った前年は第77回天皇賞を制し、2年連続3度目の挑戦で見事に盾を掴んだ。宝塚記念は3年連続挑戦となったが、この年はサクラショウリに競り負けたAJCC以来のぶっつけとなった。
以下はメジロファントム、天皇賞母仔制覇を成し遂げたトウメイ産駒のテンメイ、リュウキコウも参戦していた。

## レース展開
エリモジョージとグリーングラスが並んで先行するが、2コーナーでグリーングラスが先頭に立つ。サクラショウリはインターグロリアの外に並んで徐々に進出を開始し、バンブトンコートもサクラショウリをマークして進出を開始。直線ではグリーングラスを捉えてサクラショウリが先頭に立ち、バンブトンコートも追い込んで来るが届かなかった。
グリーングラスが脚部不安で非常に状態が悪かった中を3着に粘ったが、騎乗していた岡部幸雄は（休み明けであれだけのレースが出来れば）「もう暮れの有馬記念は勝つだろうと思っていた」という。
この競走の映像（関西テレビ放送の中継の映像を収録したもの）は、1995年10月20日にポニーキャニオンより発売された「中央競馬GIシリーズ 宝塚記念史」に収録されている。

## 出走馬と枠順
芝2200メートル 天候・晴 馬場状態・良
| 枠番 | 馬番 | 競走馬名         | 性齢 | 騎手     | オッズ      | 調教師     |
| ---- | ---- | ---------------- | ---- | -------- | ----------- | ---------- |
| 1    | 1    | テンメイ         | 牡6  | 村本善之 | 39.5(9人)   | 坂田正行   |
| 2    | 2    | ホクトボーイ     | 牡7  | 田島良保 | 12.3(4人)   | 久保道雄   |
| 2    | 3    | マーブルペンタス | 牡6  | 南井克巳 | 270.2(13人) | 戌亥信義   |
| 3    | 4    | メジロファントム | 牡5  | 横山富雄 | 32.3(8人)   | 大久保洋吉 |
| 3    | 5    | シービークロス   | 牡5  | 吉永正人 | 19.4(6人)   | 松山吉三郎 |
| 4    | 6    | グリーングラス   | 牡7  | 岡部幸雄 | 22.0(7人)   | 中野隆良   |
| 4    | 7    | ハシコトブキ     | 牡6  | 出口隆義 | 70.1(11人)  | 内藤繁春   |
| 5    | 8    | バンブトンコート | 牡5  | 河内洋   | 4.0(2人)    | 伊藤修司   |
| 6    | 9    | トウフクセダン   | 牡7  | 宮田仁   | 82.3(12人)  | 大久保末吉 |
| 6    | 10   | インターグロリア | 牝6  | 樋口弘   | 14.0(4人)   | 柳田次男   |
| 7    | 11   | サクラショウリ   | 牡5  | 小島太   | 2.9(1人)    | 久保田彦之 |
| 8    | 12   | エリモジョージ   | 牡8  | 松田幸春 | 18.7(5人)   | 大久保正陽 |
| 8    | 13   | リュウキコウ     | 牡6  | 久保敏文 | 53.0(10人)  | 久保道雄   |

## 結果
| 着順 | 枠 | 馬番 | 馬名             | タイム | 着差   |
| 1着  | 7  | 11   | サクラショウリ   | 2.12.4 |        |
| 2着  | 5  | 8    | バンブトンコート | 2.12.5 | アタマ |
| 3着  | 4  | 6    | グリーングラス   | 2.12.7 | 1.1/2  |
| 4着  | 8  | 13   | リュウキコウ     | 2.12.8 | アタマ |
| 5着  | 3  | 4    | メジロファントム | 2.12.8 | ハナ   |
| 6着  | 2  | 3    | マーブルペンタス | 2.13.1 | 2馬身  |
| 7着  | 6  | 9    | トウフクセダン   | 2.13.3 | 1.1/4  |
| 8着  | 2  | 2    | ホクトボーイ     | 2.13.3 | アタマ |
| 9着  | 3  | 5    | シービークロス   | 2.13.3 | 1.1/2  |
| 10着 | 1  | 1    | テンメイ         | 2.13.7 | 3/4    |
| 11着 | 4  | 7    | ハシコトブキ     | 2.13.9 | 1.1/2  |
| 12着 | 6  | 10   | インターグロリア | 2.13.9 | ハナ   |
| 13着 | 8  | 12   | エリモジョージ   | 2.14.0 | アタマ |

### 払戻
| 単勝式   | 11  | 220円 |
| 複勝式   | 11  | 100円 |
| 複勝式   | 8   | 140円 |
| 複勝式   | 6   | 310円 |
| 連勝複式 | 5-7 | 270円 |